# زكي يافرو
زكي يافرو (بالتركية: Zeki Yavru)‏ (5 سبتمبر 1991 بطرابزون في تركيا - ) هو لاعب كرة قدم تركي في مركز الظهير. لعب مع كايسري سبور ونادي طرابزون سبور و1461 طرابزون.

## وصلات خارجية
- زكي يافرو على موقع الاتحاد الأوربي (الإنجليزية)
- زكي يافرو على موقع اتحاد تركيا (لاعب) (الإنجليزية)
- زكي يافرو على موقع قاعدة بيانات كرة القدم.إي يو (الإنجليزية)
- زكي يافرو على موقع Soccerway.com (الإنجليزية)
- زكي يافرو على موقع عالم كرة القدم.نت (الإنجليزية)
- زكي يافرو على موقع AS.com (الإسبانية)